# 오디오비주얼

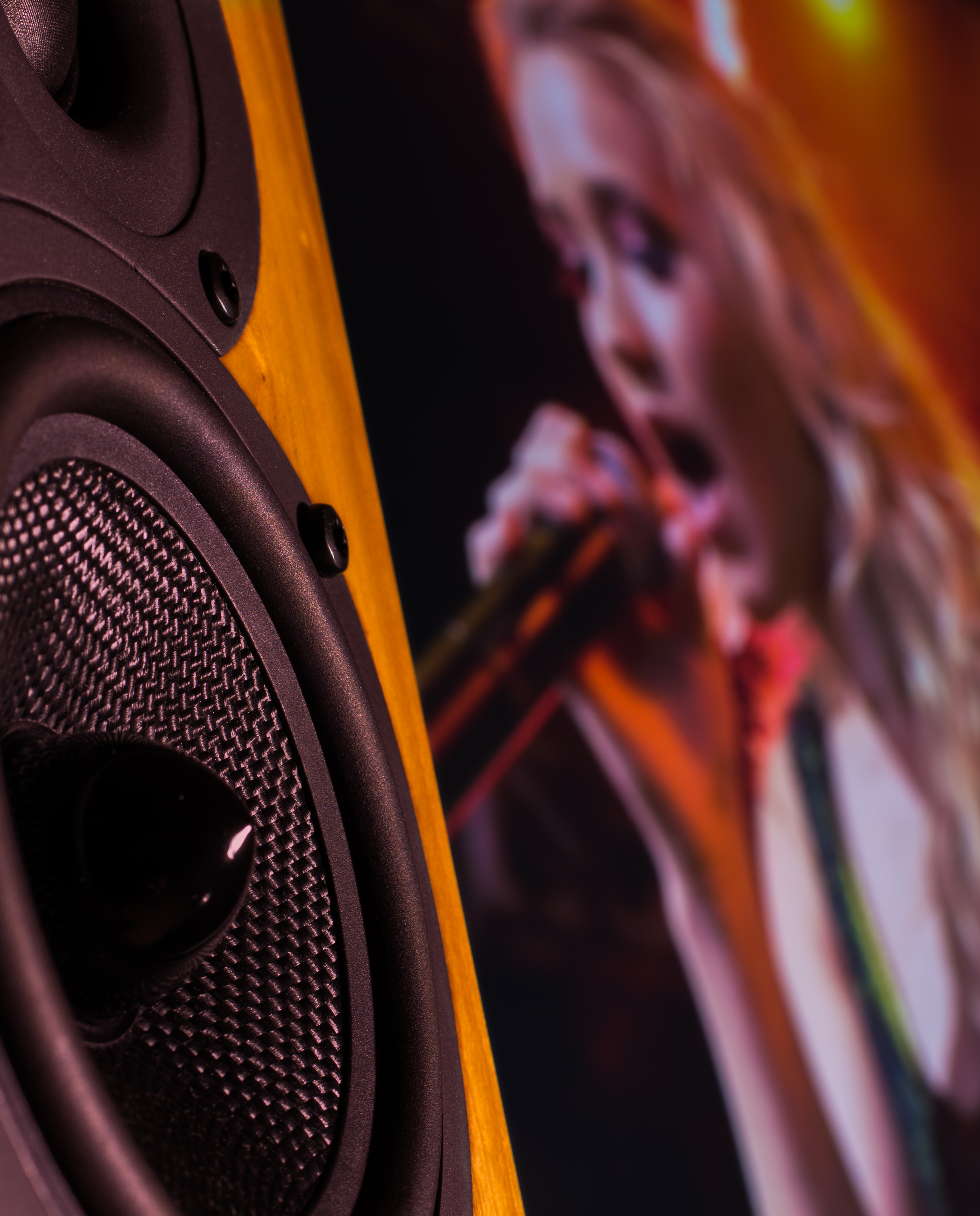
고품질의 오디오비주얼 부품은 라이브 콘서트의 경험을 재현한다.

오디오비주얼(audiovisual, AV, 시청각)은 슬라이드 테이프 프레젠테이션, 영화, 텔레비전 프로그램, 회사 회의, 교회 예배 등 소리와 시각적 요소를 모두 처리하는 전자 매체이다.
오디오비주얼 서비스 제공자들은 웹 스트리밍, 화상 회의, 실시간 방송 서비스를 주기적으로 제공한다.
컴퓨터 기반 오디오비주얼 장비는 수많은 학교와 대학교들에서 프로젝터 장비를 설치하고 상호작용 화이트보드 기술을 이용하여 교육용으로 사용되기도 한다.
또다른 오디오비주얼 표현은 소리의 시각 표현이며 이를 비주얼 뮤직이라고 부른다.

## 가정 내 오디오 비주얼
일반적으로 가정 내 오디오비주얼은 천장 내 스피커, 평면 TV, 프로젝터 및 프로젝터 화면을 아우른다. 여기에는 조명, 블라인드, 시네마 룸이 포함될 수 있다.

## 상업 부문의 오디오비주얼
전문가 오디오비주얼 산업은 수십 억 달러에 달하는 산업의 하나로서, 제조업체, 중개인, 시스템 통합자, 컨설턴트, 프로그래머, 프레젠테이션 전문가, 오디오비주얼 제품과 서비스의 기술 관리자를 구성한다.
상업 부문의 오디오비주얼은 올바른 정착을 위해 매우 긴 과정을 거칠 수 있다. 중역 회의실의 오디오비주얼의 여러 이유로 설치가 가능하지만 일반적으로는 조직/비즈니스의 경영진들이 전 세계의 동료, 고객, 제공업자들과 회의를 하기 원하는 것이 주된 이유이다. 고객을 위한 중역 회의실의 배치를 구성할 때 오디오와 마이크의 패턴 중심을 잡아야 개인이 청취할 때 음질의 간섭이 없다.
소리, 동영상, 조명, 디스플레이, 프로젝션 시스템을 포함하여 오디오비주얼 전기 통신 기술이 각 사회 부문(비즈니스, 교육, 정부, 군사, 의료, 리테일 환경, 예배, 스포츠, 엔터테인먼트, 접대, 레스토랑, 박물관 등)에서 확산되고 있다. 오디오비주얼 시스템을 응용하는 일은 협업형 회의(화상 회의, 전화 회의, 웹 콘퍼런스, 데이터 콘퍼런스를 포함), 발표실, 강당, 강의실, 지휘 및 통제 센터, 전자 간판 등에서 볼 수 있다. 콘서트와 기업 이벤트는 오디오비주얼 장비가 무대 환경에 사용되는 가장 눈에 띄는 장소에 속한다. 이러한 유형의 서비스 제공자들은 임대 및 스테이징 컴퍼니로 알려져 있으나 사내 기술팀(예: 호텔이나 콘퍼런스 센터)에 의해 서비스가 제공되는 경우도 있다.

## 같이 보기
- 정보통신기술
- 멀티미디어
- 비디오